# Charlotte Brändström
Charlotte Brändström, född 30 maj 1959 i Paris, är en svensk-fransk filmregissör.
Brändström föddes i Paris av svenska föräldrar och växte upp i Sverige, Frankrike och USA. Hon utbildade sig till regissör vid American Film Institute i Kalifornien. Sedan hon långfilmsdebuterade 1989 har hon främst arbetat i Frankrike. Hennes första svenska film var Wallander – Hämnden från 2009. Därefter har hon gjort två Johan Falk-filmer och ännu en Wallander-film.

## Regi i urval
- Un été d'orages (1989)
- Hämnd, ljuva hämnd (Sweet Revenge) (1990)
- Pank och glad (Road to Ruin) (1991)
- A Business Affair (1994)
- Julie Lescaut (1997) - två avsnitt
- Kommissarie Fargas (Fargas) (2003) - ett avsnitt
- Blodshämnden (De sang et d'encre) (2008)
- Wallander – Hämnden (2009)
- Johan Falk: Spelets regler (2012)
- Johan Falk: Kodnamn Lisa (2013)
- Wallander – Mordbrännaren (2013)
- Outlander (2017) - 2 avsnitt

- The Witcher (2019)
  - #5: Bottled Appetites
  - #6: Rare Species

- The Man in the High Castle S04E05 (2019)
- The Outsider (2020)
- Away (2020)
- Jupiter's Legacy (2021)
- Sagan om ringen: Maktens ringar